# Когарко Лія Миколаївна
Лія Миколаївна Когарко (нар. 17 травня 1936, Москва, СРСР) — радянський і російський геохімік і петролог. Академік РАН (з 1997 року). Завідувач лабораторією «Геохімія лужного магматизму» Інституту геохімії і аналітичної хімії ім. В. І. Вернадського РАН.

## Біографія

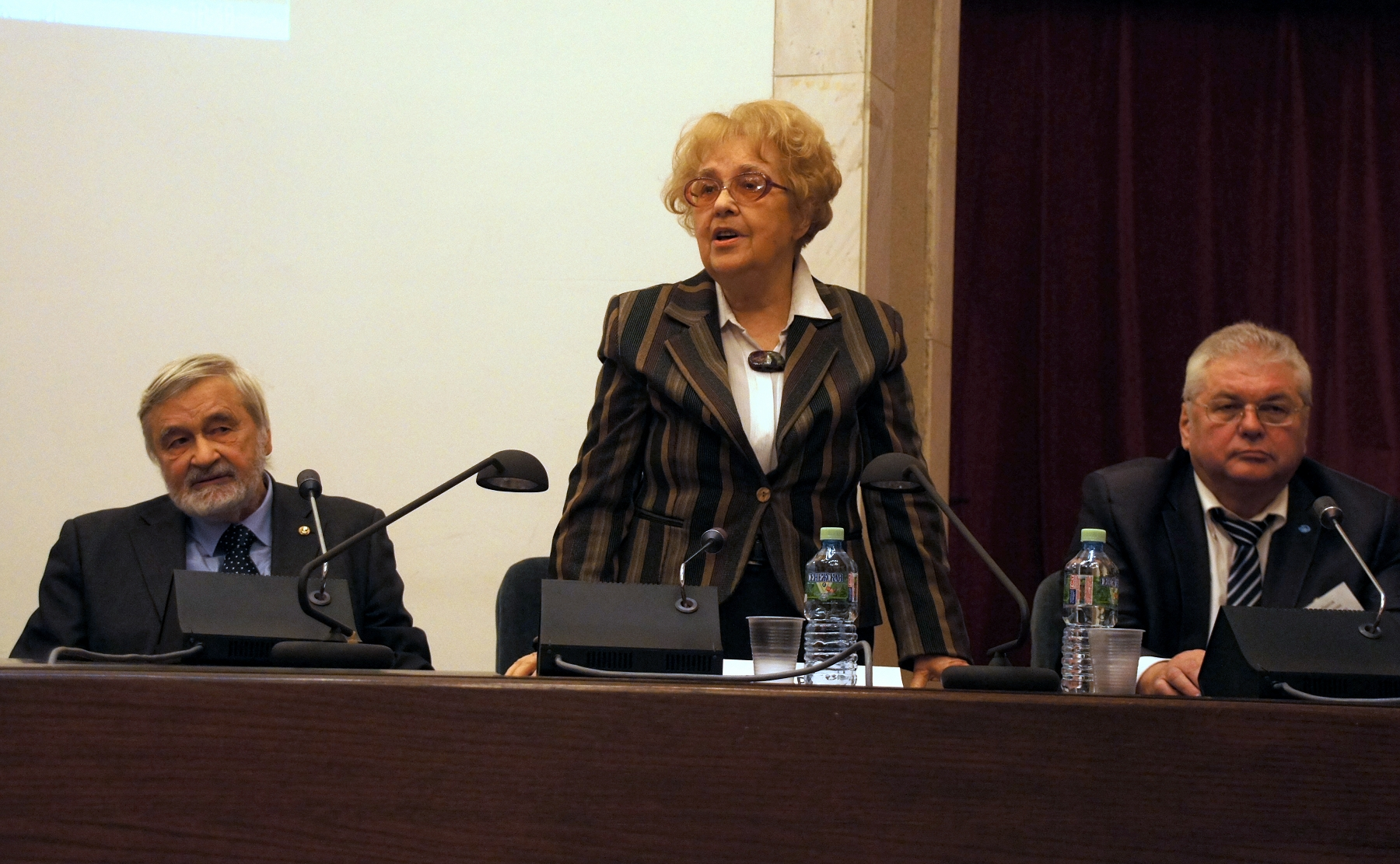
Виступ на 300-річчя Мінералогічного музею ім. О. Є. Ферсмана РАН

У 1958 році закінчила геологічний факультет МДУ.
У 1958—1961 році навчалася в аспірантурі.
З 1961 року працює в Інституті геохімії і аналітичної хімії ім. В. І. Вернадського АН СРСР.
У 1975 році присуджено науковий ступінь доктора геолого-мінералогічних наук.
З 1978 року є завідувачем сектору, а з 1980 — завідувачем лабораторії «Геохімія лужного магматизму».
У 1990 році обрана членом-кореспондентом АН СРСР по Відділенню наук про Землю, академік РАН з 1997 року.
З 1990 року академік РАПН. Дійсний член Королівської академії наук Данії.
Член редколегії журналу «Геохімія». Заступник голови Міжвідомчої ради з геохімії і космохімії, член Наукової ради РАН з проблем Світового океану.

## Наукова діяльність
Фахівець в області магматизму, рудоутворення і геохімії мантії Землі. Має понад 1700 цитувань своїх робіт. Індекс Гірша — 17.
Автор понад 350 праць, в тому числі 11 монографій. Є першовідкривачем нового мінералу з класу сульфатів, названого її ім'ям, «когаркоїта».
Під керівництвом Л. М. Когарко захищено більше 10 кандидатських і 7 докторських дисертацій.

## Нагороди
- Лауреат премії ім. В. І. Вернадського (1990)
- Нагороджена медалями «За доблесну працю. В ознаменування 100-річчя з дня народження Володимира Ілліча Леніна» (1970), «300 років Російському флоту» (1996).

### Інтерв'ю
- Академик Л. Н. Когарко: «Наши исследования — это окна в мантию»